# Certificado de nacionalidade alemã

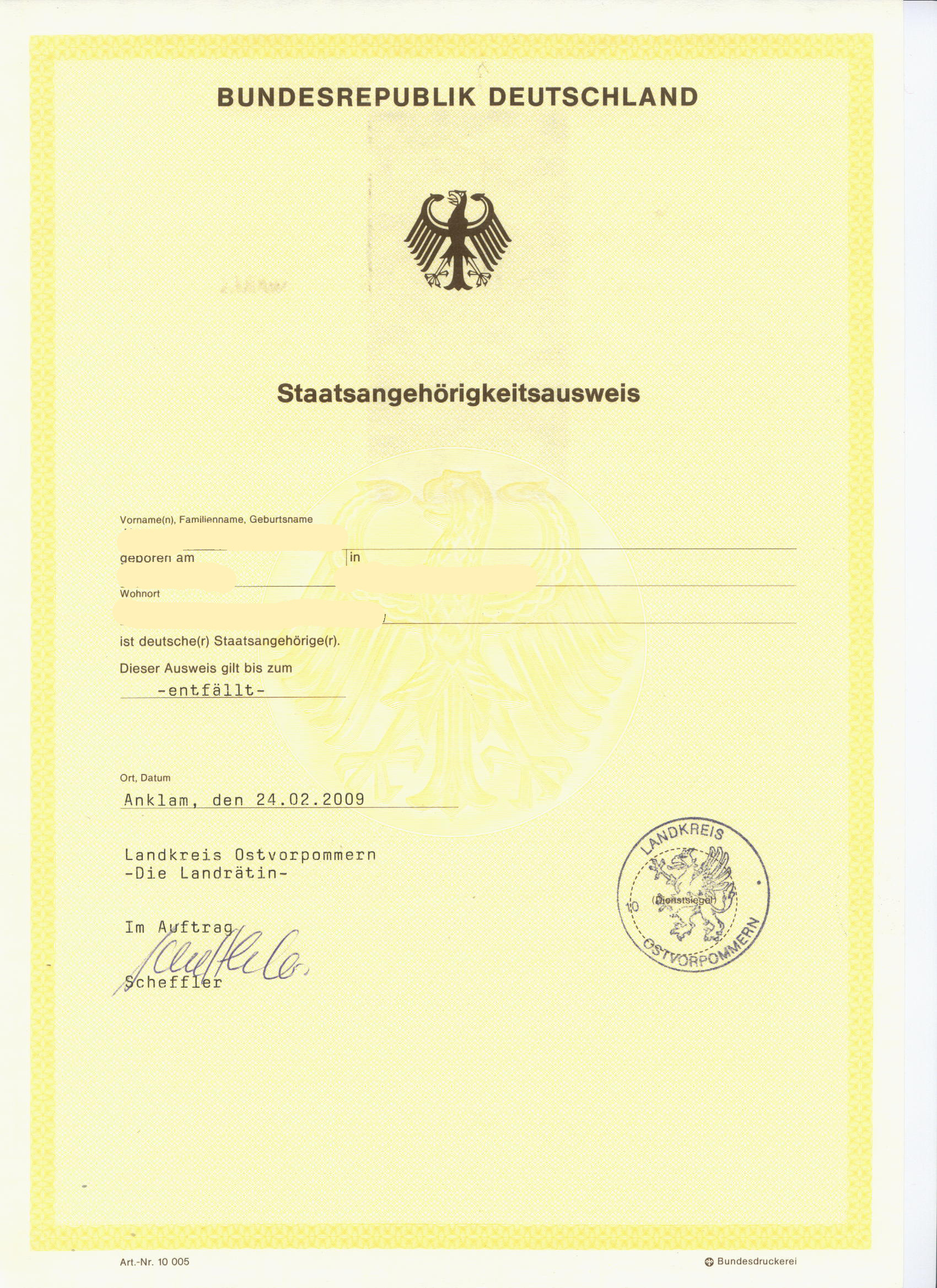
Um certificado de nacionalidade (Staatsangehörigkeitsausweis) de 2009.

O certificado de nacionalidade alemã (em alemão:  Staatsangehörigkeitsausweis) é um documento emitido por um órgão público da Alemanha normalmente após um processo administrativo para comprovar que seu titular tem a nacionalidade alemã de forma originária de acordo com a lei de nacionalidade alemã (em alemão:  Staatsangehörigkeitsgesetz) em vigor no momento do nascimento do titular e por esta razão, este certificado é apenas emitido para o titular que comprovar possuir a nacionalidade alemã de acordo com as leis de nacionalidade.
Um Staatsangehörigkeitsausweis comprova oficialmente que o titular é um cidadão alemão a partir de sua data de nascimento, podendo o direito desta nacionalidade se estender aos filhos nascidos antes da emissão deste certificado, desde que os filhos também tenham direito à nacionalidade alemã previsto nas leis de nacionalidade e leis de filiação da Alemanha.
O Staatsangehörigkeitsausweis pode ser solicitado para tornar possíveis diferentes atos jurídicos, como casamento civil, adoção, posse de cargos públicos ou mesmo para renovar ou emitir um passaporte alemão ou uma identidade alemã.
Apesar deste documento ser um certificado que comprova que o titular possui a nacionalidade alemã, ele não deve ser confundido e nem utilizado como um documento de identidade, pois não há fotos ou impressões digitais que tornem possível reconhecer o titular e por esta razão este certificado não pode ser usado para fins de identificação civil.  
Tal certificado não deve ser confundindo com o certificado de naturalização alemã (em alemão:  Einbürgerungsurkunde) que comprova que seu titular adquiriu a nacionalidade alemã de forma derivada, por meio de naturalização. 